# Grant Imahara

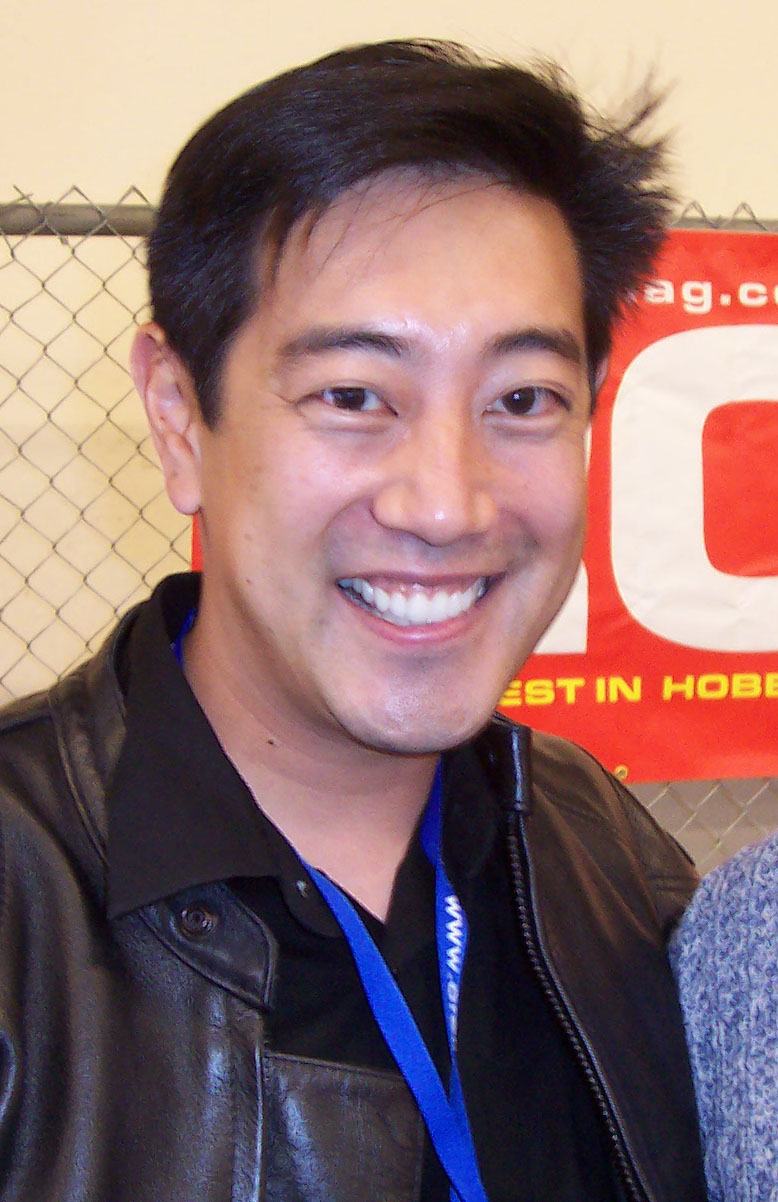
Grant Imahara

Grant Imahara (Los Angeles, 23 oktober 1970 – aldaar, 13 juli 2020) was een Amerikaans elektrotechnicus en medewerker van het televisieprogramma MythBusters van Discovery Channel. 
Grant's vader werd tijdens de Tweede Wereldoorlog geboren in een interneringkamp voor Japanse Amerikanen. Grant ging naar de University of Southern California, waar hij een bachelorsdiploma in elektrotechniek haalde. Vervolgens werd hij special effects-technicus bij Lucasfilm, waar hij werk verrichtte voor Star Wars, Terminator, Jurassic Park en The Matrix. Bij Star Wars was hij een van de bestuurders van de robot R2-D2.
Halverwege het tweede seizoen sloot hij zich aan bij Mythbusters. Hij bleef tot en met het twaalfde seizoen. Nadat hij stopte bij de Mythbusters werkte hij mee aan een soortgelijk tv-programma, de White Rabbit Project. 
Tevens was hij de bedenker van het elektrisch systeem in het bewegende robotkonijn van een reclamespot voor batterijen van fabrikant Energizer. 
Verder was Imahara succesvol in BattleBots waarin zijn robot Deadblow drie jaar mee deed maar nooit kampioen werd. Imahara publiceerde het boek Kickin' Bot over de bouw van een gevechtsrobot.
Op 13 juli 2020 is Imahara overleden aan de gevolgen van een aneurysma in de hersenen.

## Wetenswaardigheden
- Imahara was de enige van de Mythbusters met een ingenieursdiploma
- Hij wilde op tv laten zien dat wetenschap niet saai is
- Grant had een fobie voor vissen die zijn voeten aanraakten